# متحف نجران
متحف نجران، أحد متاحف منطقة نجران، وتم بناء المتحف عام 1403 هـ 1983 بالقرب من موقع الأخدود الأثري بنجران على أرض مساحتها 482232 متر مربع وافتتح لاستقبال الزوار عام 1407هـ 1987م، ويحتوي المتحف على مكاتب مجهزة بأحدث المعدات وهي: مكاتب الإدارة، والموظفين، وقاعة العرض المتحفي ومعامل المساحة والرسم ومعامل التصوير ومعامل الترميم والمختبر وقاعة العرض التلفزيوني والمكتبة تضم مجموعة من الكتب المتخصصة بالإضافة إلى بعض الدوريات والنشرات وقاعة العروض الزائرة.

## قاعة العرض المتحفي
صالة المدخل تحتوي على لوحات لخرائط المواقع الأثرية بمنطقة نجران وشبكة المتاحف بالمملكة وصور فوتوغرافية ومعروضات تراثية وجناح ما قبل التاريخ ويتم فيه عرض نصوص وصور تتحدث عن بداية الإنسان وتكوين الأرض والطبقات الجيولوجية بها والعصور الحجرية ونماذج الأدوات الحجرية لمختلف عصور ما قبل التاريخ ومواقعها في منطقة نجران .
جناح ما قبل الإسلام يبدأ من ما بعد العصور الحجرية حتى العصر الجاهلي ويتم عرض مجموعة من الأدوات الحجرية والقطع الفخارية ولوحات من النقوش والكتابات الصخرية بالإضافة إلى نصوص وصور تحكي عن كل فترة من فترات ما قبل الإسلام وبخاصة موقع الأخدود الأثري ومعثوراته .
جناح الفترة الإسلامية يعرض الفترة الإسلامية بداية من هجرة الرسول صلى الله عليه وسلم إلى المدينة المنورة وعهد الخلفاء الراشدين والفترات المتتالية إضافة إلى عرض مجموعة من القطع الآثارية المختلفة ولوحات تتضمن نصوصاً وصوراً ومخططات ونقوش صخرية تعود إلى هذه الفترة، وجناح توحيد المملكة يتحدث عن توحيد المملكة وانضمام المنطقة إلى الحكم السعودي مع عرض صور فوتوغرافية قديمة للمنطقة ومعروضات من التراث الشعبي.

## انظر ايضاً
- نجران
- متحف آل صنيج
- متحف مكة المكرمة للآثار والتراث
- متحف بريدة

## وصلات خارجية
- متحف نجران .. يحكي لزائريه تاريخ وآثار المنطقة.
- جبال نجران .. متحف سعودي ضخم للنقوش الصخرية.
- «السياحة» تنفذ توسعة متحف نجران بكلفة 51.8 مليون ريال